# حبيل العلاة (يهر)

تعديل مصدري - تعديل

حبيل العلاة هي إحدى قرى عزلة يهر بمديرية يهر التابعة لمحافظة لحج، بلغ تعداد سكانها 108 نسمة حسب تعداد اليمن لعام 2004.